# Gabriel Serdaheli
Gabriel Serdaheli (maďarsky Szerdahelyi Gábor; 2. září 1660, Mukačevo – 24. ledna 1726, Košice) byl teolog, vysokoškolský pedagog, náboženský spisovatel, římskokatolický kněz, jezuita.

## Životopis
Pocházel ze šlechtické rodiny. Roku 1680 vstoupil do jezuitského řádu, studoval v Trenčíně a na řeholních univerzitách, magistr filozofie, ThDr. Univerzitní profesor v Grazu, Trnavě a ve Vídni. Přednášel filozofii, teologii, kazuistiku, kanonické právo a apologetika. V Banské Bystrici působil jako instruktor třetí probace a spirituálu (1714). Autor četných teologických a filozofických spisů, polemických protireformačních prací a topografického díla o uherských městech, Topographie Panoniensis zůstala v rukopise.